# Natalja Wichlancewa
Natalja Konstantinowna Wichlancewa ros. Наталья Константиновна Вихлянцева (ur. 16 lutego 1997 w Wołgogradzie) – rosyjska tenisistka.

## Kariera tenisowa
W rozgrywkach zawodowych zadebiutowała w grudniu 2012 roku w turnieju ITF w Petersburgu.
Na swoim koncie ma wygrane dwa turnieje w grze pojedynczej i jeden w grze podwójnej rangi ITF.

## Finały turniejów WTA
| Legenda                     | Legenda |
| --------------------------- | ------- |
| Wielki Szlem                |         |
| Igrzyska olimpijskie        |         |
| WTA Tour Championships      |         |
| 2009 – 2020                 |         |
| WTA Premier Mandatory       |         |
| WTA Premier 5               |         |
| WTA Premier                 |         |
| WTA International Series    |         |
| WTA 125K series (2012–2020) |         |

### Gra pojedyncza 1 (0–1)
| Końcowy wynik | Nr | Data            | Turniej          | Nawierzchnia | Przeciwniczka   | Wynik finału |
| ------------- | -- | --------------- | ---------------- | ------------ | --------------- | ------------ |
| Finalistka    | 1. | 18 czerwca 2017 | ’s-Hertogenbosch | Trawiasta    | Anett Kontaveit | 2:6, 3:6     |

## Finały turniejów WTA 125K series

### Gra podwójna 1 (1–0)
| Końcowy wynik | Nr | Data          | Turniej | Nawierzchnia | Partnerka  | Przeciwniczki                | Wynik finału      |
| ------------- | -- | ------------- | ------- | ------------ | ---------- | ---------------------------- | ----------------- |
| Zwyciężczyni  | 1. | 14 lipca 2019 | Båstad  | Ceglana      | Misaki Doi | Alexa Guarachi Danka Kovinić | 7:5, 6:7(4), 10–7 |

## Wygrane turnieje rangi ITF
| turnieje z pulą nagród 100 000 $ |
| turnieje z pulą nagród 75 000 $  |
| turnieje z pulą nagród 50 000 $  |
| turnieje z pulą nagród 25 000 $  |
| turnieje z pulą nagród 15 000 $  |
| turnieje z pulą nagród 10 000 $  |

### Gra pojedyncza
|    | Data       | Turniej    | ($)     | Naw.   | Finalistka    | Wynik    |
| 1. | 07/08/2016 | Pilzno     | 25 000  | ziemna | Anna Kalinska | 6:1, 6:3 |
| 2. | 25/09/2016 | Petersburg | 100 000 | twarda | Donna Vekić   | 6:1, 6:2 |